# 하노버-베를린 고속선
하노버-베를린 고속선(독일어: Schnellfahrstrecke Hannover–Berlin)은 독일 베를린과 하노버를 연결하는 고속철도 노선이다. 총 영업 거리는 256.2 km이다. 오랜 협상 끝에 서독과 동독에서는 1980년대 말에 노선 건설에 합의했고, 1990년에 착공할 예정이었으나 실질적인 착공은 독일의 재통일 이후인 1991년에야 이루어졌다. 1998년 9월 15일에 개통했으며 같은 해 9월 20일부터 열차 운행이 시작되었다. 독일 통일 교통계획의 4호 노선으로 건설되었으며, 베를린-레어테선의 일부 구간 고속화 및 신선 건설로 진행되었다. 총 건설 비용은 51억 마르크였다.
이 노선은 범유럽 회랑(Trans-European Networks)의 주요 노선에 속한다.

## 노선
이 노선은 하노버-외비스펠데 구간 88.1 km 기존선 개량과 외비스펠데-베를린 슈타켄 구간 149.9 km 고속선 및 베를린 슈타켄-베를린 슈판다우-베를린 중앙역 18.2 km 기존선으로 구성되어 있다. 영업 최고 속도는 하노버-레어테 구간은 160 km/h, 레어테-외비스펠데 구간은 200 km/h이며 외비스펠데-베를린 슈타켄 구간에서만 250 km/h 운행이 가능하다. 베를린 슈타켄부터 베를린 도심선까지의 구간은 110~140 km/h로만 운행할 수 있으며, 베를린 도심선에서는 60 km/h로 제한된다.
노선이 통과하는 지역이 대부분 평지이기 때문에 대형 구조물은 엘베 종단 운하(Elbe-Seitenkanal) 아래를 지나는 터널과 미텔란트운하, 엘베강, 하펠강, 하펠운하를 지나는 철교 4개소 뿐이다. 독일에서 최초로 슬래브 궤도를 사용한 구간이 이 노선에 존재한다. 외비스펠데 일대에는 750 m 길이의 추월선이 있다.
노선상의 장거리역은 베를린 중앙역, 베를린 슈판다우역, 볼프스부르크 중앙역, 하노버 중앙역이 있다. 슈텐달 중앙역은 노선에 직접적으로 위치해 있지는 않으며, 연결선을 통해서 일부 열차만 정차한다. 리베크 분기점 및 바메 분기점 사이 약 17 km 구간에서는 기존선과 합쳐져서 운행하기 때문에 최고 속도도 200 km/h로 제한된다.
베를린 슈판다우-외비스펠데 구간 고속선의 영업거리는 기존선의 영업거리에 100을 더한 값으로 매겨진다.

## 역사

### 배경
1975년에 체결된 헬싱키 협정의 결과에 따라서 동서독간 긴장이 완화되면서, 서독 측에서는 동독을 경유하여 서독 본토와 서베를린을 잇는 다양한 노선에 투자할 의사를 보였다. 당시 베를린 동물원-하노버 중앙역을 연결하는 열차는 1일 편도 약 10편성을 운행했지만 최대 4시간이 소요되었기 때문에, 서독에서는 동독을 최대한 짧게 통과하여 베를린을 연결하는 회랑을 건설하려고 계획했다.
독일국영철도에서 관리했던 노선은 선로 상태가 좋지 못했고, 차량 역시 오래되어 편의성이 떨어졌기 때문에 1980년대 이후 서독과 서베를린을 연결했던 열차는 승객 수가 점점 줄어들었다. 서독과 서베를린을 연결하는 5개 노선 중 완전히 전철화된 노선은 없었고, 1개 노선에만 장대 레일이 설치되어 있었다. 1980년부터 1984년까지 회랑열차 이용객은 이전 이용객의 약 20%인 638,577명이 감소했다. 철도에서 감소한 승객은 대부분 도로교통으로 이동했으며, 약 19%가 증가한 2천만 명을 기록했다. 동독 정부에서는 서독 회랑교통망에 투자할 계획이 없었으며, 서독 정부에서는 독일연방철도의 다른 곳에 투자 우선 순위를 두었고, 서베를린간 교통에는 관여할 수 없었기 때문에 회랑교통망에는 투자 우선 순위가 낮았다.

### 계획

#### 재통일 이전
1980년대 독일 연방의회에서는 서독과 서베를린간 철도 노선 개선에 대한 논의가 진행되었다. 서베를린 회랑 철도 노선 중 약 절반을 차지했던 베를린-하노버 구간 개선에 높은 우선 순위를 두었다. 1984년에는 레어테선을 따라서 동독의 철도와 분리된 베를린과 하노버간 노선 건설 계획이 논의되었다. 이를 통해서 하노버-베를린간 철도 운행 시간을 약 4시간에서 중간 정차역 3개소 및 국경 통과 시간을 포함하여 1시간 40분으로 단축할 예정이었다.
1984년 독일 연방교육연구부에서는 하인츠 리젠후버(Heinz Riesenhuber) 장관, 니더작센주 총리 에른스트 알브레히트 및 서베를린 시장 에버하르트 디프겐의 지지로 자기부상열차 노선을 건설하기를 제안했다. 헬름슈테트 및 마그데부르크 북쪽으로 기존 노선을 따라가는 것 외에도 볼프스부르크 및 슈텐달을 경유하는 노선도 제안되었다. 자기부상열차 노선은 영업최고속도 400 km/h로 계획되었으며, 건설 비용은 약 40억 마르크로 예상되었고 베를린-하노버 구간을 1시간 내에 연결할 것으로 전망되었다. 이 계획은 여러 이유로 조기에 취소되었다. 동독 정부에서는 자국 국민들에게 서방 세계의 신기술을 전시하기를 원하지 않았고, 자기부상열차의 시간 단축 효과를 최대한 축소할 조치를 취할 수 있었다. 승객 입장에서도 하노버 및 베를린에서 기존 열차와 환승해야 했으며, 화물 운행은 불가능했다.
1985년을 전후로 신규 고속선 건설이 제안되었다. 동독 정부에서는 고속선 건설을 자신들이 맡아서 진행하되 그 비용은 서독에서 전액 부담하기를 원했다. 노선의 전체적인 구간은 약 2년에 걸쳐서 계획되었다.
1986년 7월에 완료된 베를린시의 의뢰로 DE-Consult에서 구상한 노선안은 크게 두 가지가 있었다.
- 볼프스부르크와 슈텐달을 지나는 과거 베를린-레어테선 구간을 따라가는 북부 노선. 신규 노선은 볼프스부르크에서 하노버 방면 개량된 기존선과 연결된다. 기존선과 신선으로는 여객 및 화물이 모두 운행할 예정이었다. 북부 노선은 하노버와 베를린간을 최단 거리로 이으며 제2차 세계 대전 이전에도 고속 동차가 운행했다.
- 마그데부르크와 포츠담을 지나는 베를린-마그데부르크선 구간을 따라가는 남부 노선.

DE-Consult의 노선안에서는 베를린-드레비츠-브라운슈바이크-안더텐-하노버 구간(별도의 마그데부르크 방면 연결선)을 잇는 250 km/h급 고속선이 제안되었고, 건설 비용은 약 27억에서 31억 마르크로 계산되었다. 베를린-하노버 운행 시간은 97~118분, 2000년까지 이용객 수는 190만 명(고속선 없음)에서 510~550만 명으로 증가할 것으로 예상되었다. 노선안에서는 북부 노선을 추천했다.
독일 연방교통부의 의뢰로 Beratergruppe Verkehr+Umwelt GmbH에서 구상한 노선안은 베를린 샤를로텐부르크-슈텐달-볼프스부르크-하노버 전 구간을 전용선으로 잇는 것이 제안되었다. 건설 비용은 약 45억 마르크로 계산되었고, 기존선 개량은 25억 마르크(3선 건설 시 4억 마르크 추가)로 계산되었다. 전용선 건설 시 예상 이용객 수는 430~530만 명, 기존선 개량 시에는 360~460만 명으로 계산되었다. 또한 다른 회랑 노선의 이용객 수가 감소할 것으로 예상했다.
동독 정부에서는 인구 수가 더 적은 지역을 통과하며 독일국영철도의 기존 노선망과 분리하여 회랑노선으로 관리하기에 더 쉬웠기 때문에 슈텐달 경유 북부 노선을 선호했다. 반면 남부 노선은 철도 노선이 밀집된 마그데부르크와 신규 엘베강 통과 노선 및 기존 동독 국내 교통과 더 인접해 있었기 때문에 상대적으로 선호되지 않았다. 서독 브라운슈바이크에서는 하노버-볼프스부르크 구간에 연결선을 건설하여 고속선 열차를 연결하기를 원했다. 1990년에 북부 노선으로 건설이 확정되었다. 브라운슈바이크에서는 1980년대 말까지만 해도 남부 노선을 선호했지만, 연결선 건설이 확정된 후에는 북부 노선으로 입장을 변경했다.
동독 정부에서는 계획된 최고속도 200 km/h도 너무 높다고 판단했다. 당시 동독의 철도차량 사업계에서는 160 km/h를 초과하는 기관차를 생산할 수 없었다. 1988년 중반 독일 연방교통부에서는 노선 설계를 2~3년, 공사에 약 4년이 소요될 것이라고 예상했으며, 총 비용은 약 30억 마르크로 예상했다. 동서독 정부간 협약은 1988년 말에 확정될 것으로 예상했다.
1988년 9월 16일 동독 주재 서독 대표 한스오토 브로이티감(Hans-Otto Bräutigam)과 동독 교통부 장관 하인츠 게르버(Heinz Gerber)의 레어테선 고속화 협상이 시작되었다. 주된 논점은 동독에서 통과 열차에 대한 검문을 계속 진행할지 여부였다. 전 구간을 200 km/h급으로 복선화 및 고속화하고 베를린 동물원역 근처의 점령국간 경계 근처에 조차장 건설을 계획했다.
1989년 11월 베를린 장벽 붕괴 및 1990년 10월 3일 독일의 재통일 이후 협상의 진행이 완전히 달라졌다. 교통망 건설의 우선 순위가 높아지면서 1990년 6월 8일에 실무진간 협약이 체결되었고, 향후 정치적 협약의 준비 작업으로 기능했다. 독일연방철도에서는 정치적 협약 과정에 따라서 1989년 12월부터 슈텐달 경유 북부 노선 건설을 준비하고 있었다. 당시 동독에서는 서독에 계획을 위임하되 동독 기업의 참여를 기대하고 있었다.

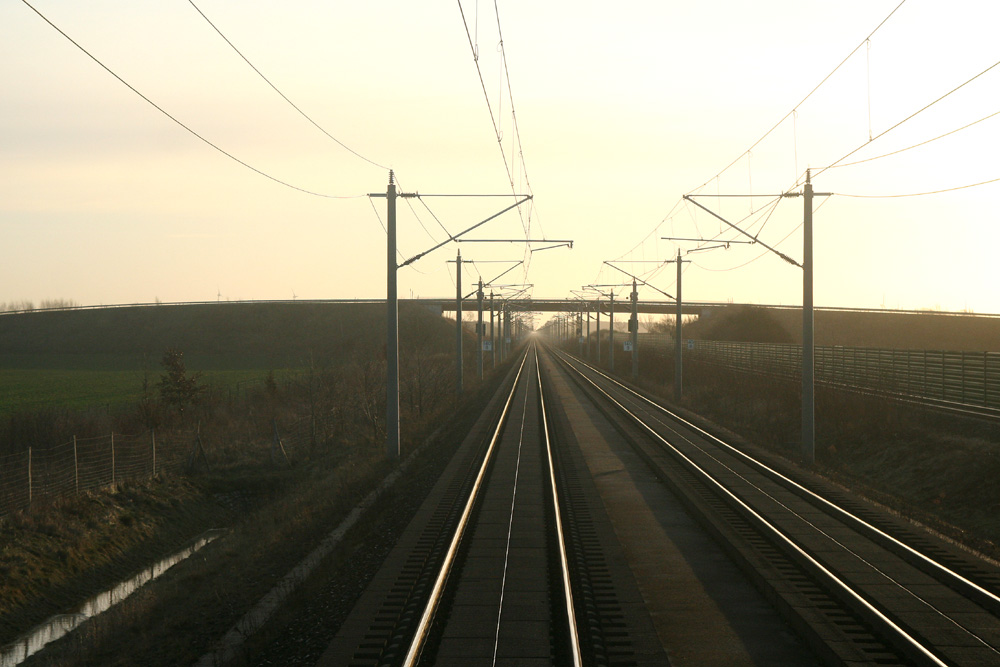
리베크 일대에서의 하노버-베를린 고속선

약 2년여간의 협상 끝에 1990년 6월 28일 동독과 서독의 교통부 장관인 호르스트 기브트너(Horst Gibtner)와 프리드리히 치머만(Friedrich Zimmermann)은 본에서 협약에 서명했다. 기존의 레어테선을 따라가는 신규 노선 건설 및 고속화였다. 고속화 계획에 포함된 구간은 외비스펠데-베를린 프리드리히슈트라세역이었다. 이를 위해서 별도의 회사가 설립되었다. 완공 일자는 1997년을 예상했다.
신규 노선이 대부분 독일국영철도 소유 기존선과 평행하게 건설될 예정이었기 때문에 협약 체결 이전에도 측량 작업이 시작되었다.
북부 노선이 선정된 이유는 낮은 인구 밀도와 더 짧은 자연보호구역 통과 구간 때문이었다. 하노버-외비스펠데 구간의 기존선 개량 공사는 총 3가지 안이 있었으며, 운행 시간은 49분~61분 사이였다. 1990년 말에 브라운슈바이크를 경유하지 않고 하노버-외비스펠데 구간을 직선으로 잇는 노선으로 결정되었다. 1990년 독일 연방정부 예산에서는 하노버-베를린 고속선에 2300만 마르크를 배정했다.
고속선은 여객 및 화물 겸용으로 계획되었다. 영업최고속도 250 km/h를 달성하기 위해서 최소 곡선반경은 4400 m, 캔트는 80 mm로 설계되었다. 최대 경사는 12.5퍼밀이었다. 건넘선 및 추월선은 Hl 신호기의 폐색 거리에 따라서 7 km 간격으로 설치를 계획했고, 1.5~2.5 km 길이의 LZB 폐색으로 분할되었다.

## 기술

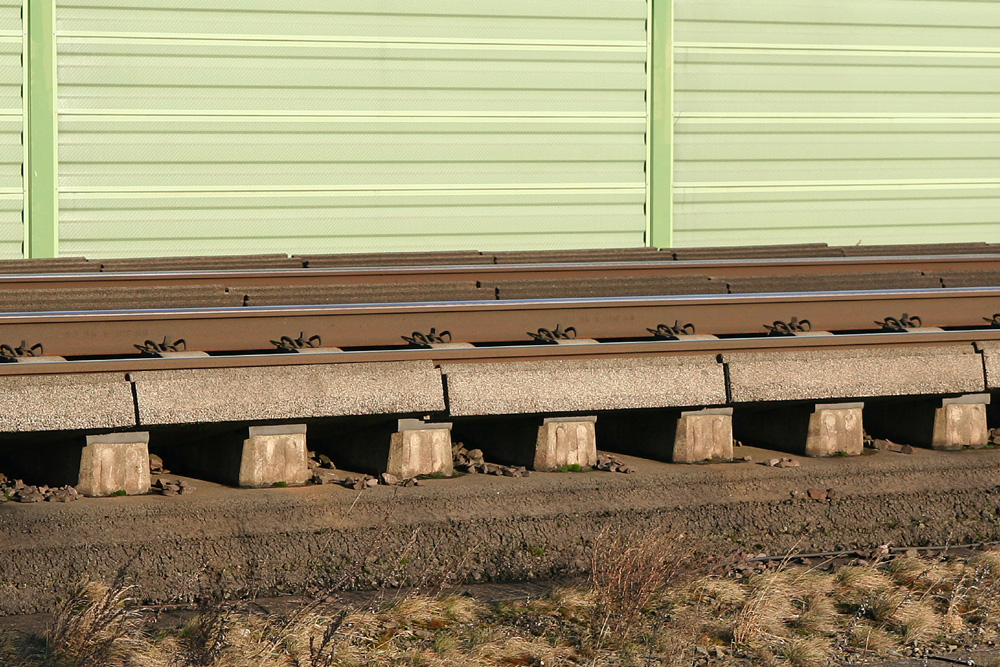
아스팔트 도상을 사용한 슬래브 궤도(ATD), 슈타펠데 인근

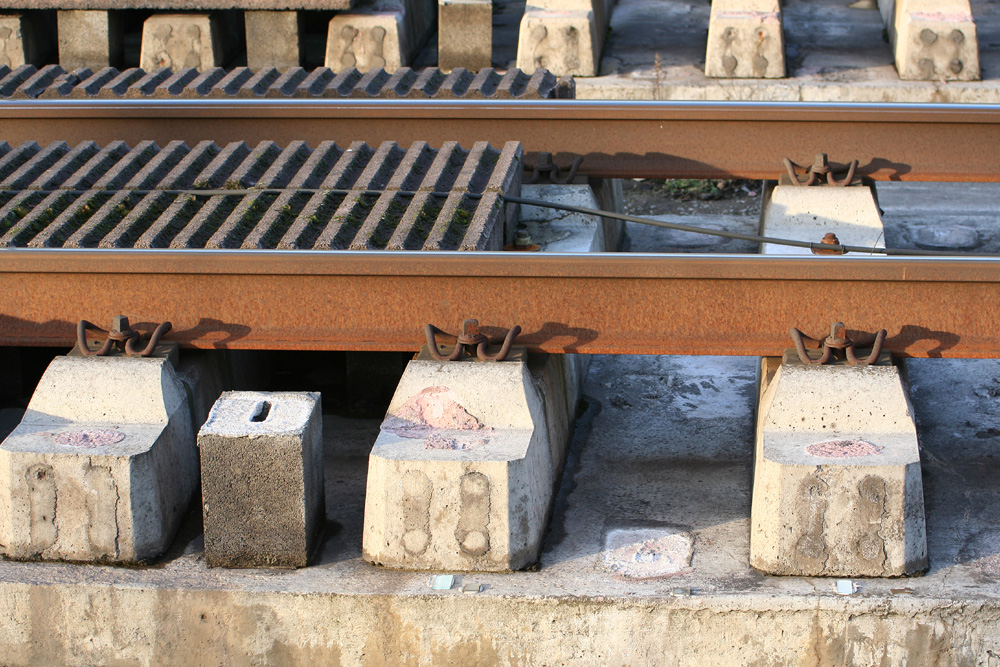
BTD V2형 슬래브 궤도, 가르델레겐 인근

독일에서 최초로 대형 교량과 슬래브 궤도를 사용한 노선이다. 슬래브 궤도는 118 km부터 241 km까지 구간에서 느시보호구역(148~166 km), 슈텐달 우회선(201~215 km)을 제외한 91 km에 설치되어 있다. 엘베강 서부 지역은 ATD형 궤도(5.1 km), 취블린(Züblin)형 궤도(10.6 km), BTD-V2형 궤도(15 km)가 설치되어 있으며, 엘베강 동부 지역은 레다(Rheda)형 궤도(59.2 km)의 파생형이 설치되어 있다.
독일 고속선에서 최초로 노반이 하부에 설치된 철제 트러스교를 사용했다. 하펠강 및 하펠운하를 건너는 교량은 고속 운행을 위해서 슬래브 궤도를 사용했다. 슈텐달 남부 우회선 구간 약 14 km는 자갈 도상을 사용했지만 중량 침목(B 75)을 사용했다.
레어테-베를린 슈판다우(111 km) 구간은 LZB 보안 장치를 사용한다. 고속선 구간 신호 제어는 베를린에서 중앙 제어하며, 하노버-외비스펠데 구간 기존선은 하노버에서 중앙 제어한다.
기술적으로는 단선 병렬 노선으로 취급된다. 따라서 반대편 선로를 운행할 때에는 역방향 신호기(Gegengleisanzeiger)가 아닌 방향 전환 신호기(Richtungsanzeiger)에서 해당 정보를 현시한다. 레어테선이 병주하는 구간에서는 레어테선의 선로도 단선 병렬에 포함된다. 최대 복복선 선로의 각각 선로는 R, S, T, U로 현시된다.
고속선 구간 분기기는 총 45개소가 있으며, 대부분은 130 km/h로 통과 가능하며 일부는 160 km/h로 통과 가능하다. 분기기 중 27개소는 슬래브 궤도상에 설치되어 있다. 뫼링겐 근처에는 1997년 설치 당시 기준 독일에서 가장 긴 150 m 분기기가 설치되었다. 400 km/h 운행이 가능한 Re 330형 전차선이 설치되었다. 전차선은 총 213 km, 급전소 4개소, 변전소 1개소가 새로 설치되었다. 고속선 기준 최대 허용 전류는 1500 A이다.

## 영업

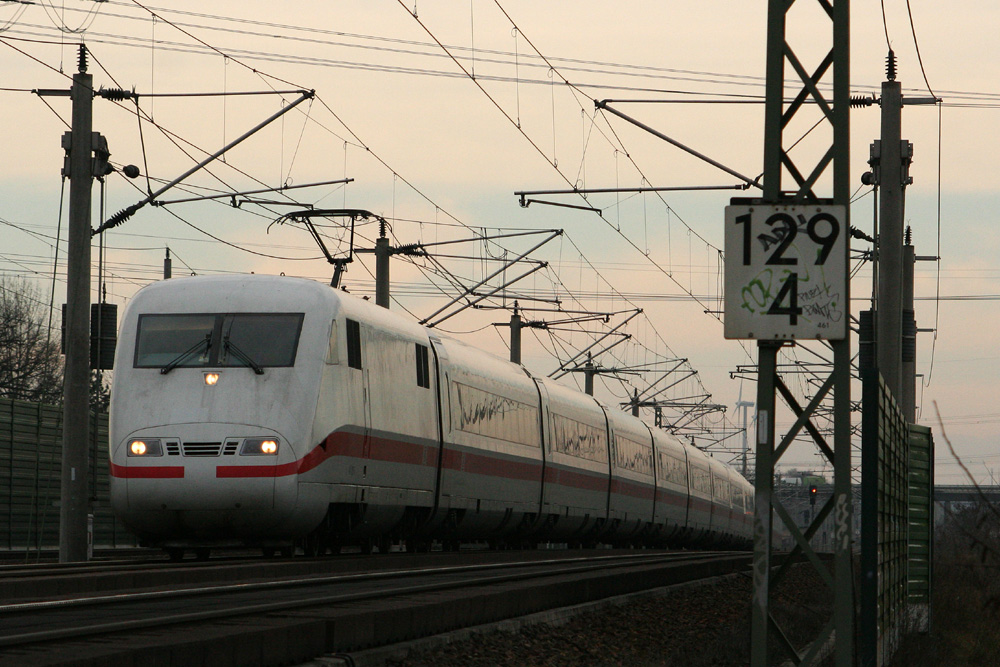
부스터마르크 일대를 지나는 바젤발 베를린행 ICE 1 열차

ICE/IC 노선과 플릭스트레인 노선이 운행한다.
- ICE 10호선: 베를린-하노버-함(베스트팔렌)-도르트문트-뒤스부르크-뒤셀도르프 및 함-부퍼탈-쾰른 복합열차로 운행한다. ICE 2 및 ICE 4 중련으로 운행하며, 열차 병결과 분리는 함에서 진행된다. 배차 간격은 1시간이다.
- ICE 12호선: 베를린-브라운슈바이크-카셀 빌헬름스회에-프랑크푸르트 암 마인-만하임-바젤. 브라운슈바이크 이후는 하노버-뷔르츠부르크 고속선으로 운행한다. ICE 1 및 ICE 4로 운행한다. 일부 ICE 슈프린터 열차는 베를린과 프랑크푸르트 간을 3시간 30분에 연결한다.
- ICE 13호선: 베를린-브라운슈바이크-카셀 빌헬름스회에-프랑크푸르트 암 마인-프랑크푸르트 국제공항. 힐데스하임-풀다 구간은 하노버-뷔르츠부르크 고속선으로 운행한다. ICE 1 및 ICE T로 운행한다. 배차 간격은 2시간이다.
- IC 77호선: 베를린-하노버-오스나브뤼크-라이네-암스테르담. 배차 간격은 2시간이다. 일부 열차는 오스나브뤼크에서 뮌스터 방면으로 운행한다.
- FLX 30호선: 베를린-볼프스부르크-하노버-함(베스트팔렌)-도르트문트-뒤스부르크-뒤셀도르프-쾰른. 1일 1회 운행한다.

라테노-부스터마르크 구간은 RE 4(라테노-베를린-위터보크) 열차가 고속선으로 운행한다. 이외에도 화물 열차가 운행한다.
2013년 기준 베를린에서 볼프스부르크로 통근하는 사람은 1일 800여명, 반대 방향은 250명으로 집계되었다.

### 운행 속도

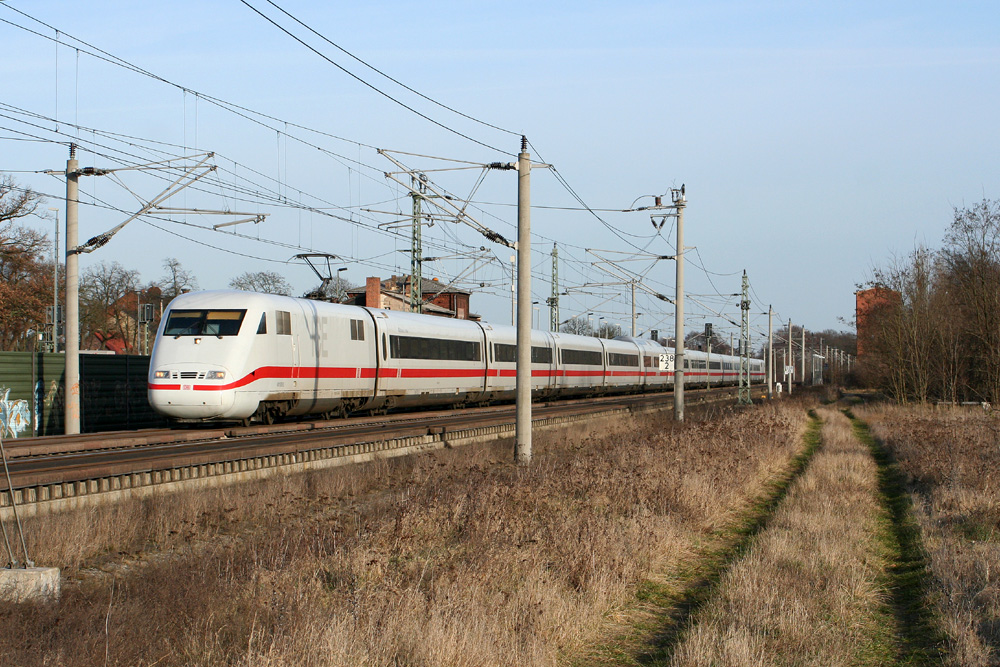
가르델레겐 인근의 ICE 1

레어테선의 178 km 지점(볼프스부르크 포어스펠데 일대)부터 고속선의 118 km 지점(베를린 슈타켄 일대)까지는 250 km/h로 운행 가능하다. 느시보호구역(148 km~166 km) 구간에서는 최고 속도가 200 km/h로 제한된다. 해당 구간의 250 km/h 고속화가 예정되어 있다. 레어테-볼프스부르크-외비스펠데(레어테선 237 km 지점부터 고속선 178 km 지점까지)는 200 km/h로 운행 가능하다.
2000년 5월 23일 ICE 3 열차의 공식적 공개에 맞추어서 볼프스부르크까지의 고속선 구간을 운행했다. 시험 운행에는 여러 기자가 동승했고, 특별 허가를 받아서 307 km/h로 운행했다. 같은 해 진행된 ICE 3 시험 운행에서는 368 km/h를 달성했고, 양산형 고속철도 차량의 최고 속도 기록을 갱신했다. 이후 양산형 고속철도 차량의 최고 속도 기록은 2006년 9월 스페인에서 마드리드-바르셀로나 고속선에서 벨라로 E형 고속열차로 달성한 403.7 km/h이다. 2001년 2월 22일에는 ICE 3M 차량이 시험 운행에서 355 km/h를 달성했다.
2001년 8월 13일 ICE S 시험차에 실험형 대차를 사용하여 393 km/h 속도를 기록했다. 1988년 5월 1일 ICE 시험 운행 당시 달성했던 406.9 km/h를 이은 두 번째로 높은 속도 기록이었다.
ICE 3의 330 km/h 운행 승인을 위해서 2001년 9월 3일 가르델레겐 인근에서 367 km/h 운행이 진행되었다.

### 사고
1988년 9월 21일 측정용 열차(101 043 기관차)와 분기기 가설 열차가 헤머텐 엘베강 철교 일대에서 200 km/h로 충돌했다. 건설 인부 3명은 구조되었지만 분기기 가설 열차는 선로에서 탈선하여 엘베강으로 추락했다. 사고 원인은 정보 전달 실패였다.
2002년 4월 9일 팔러슬레벤 일대에서 충돌 미수 사고가 있었다. 팔러슬레벤 일대에서 LZB 신호소에 장애가 발생하여 양방향에서 운행 중이던 두 열차에 정지 신호가 현시되었다. 신호소 컴퓨터 재기동 이후 후행 열차에는 160 km/h 진행, 선행 열차에는 0 km/h 정지 신호가 현시되었다. 후행 열차를 운행했던 두 기관사 중 한 명이 선행 열차를 발견하였고, 다른 기관사가 관제소에 연락을 취해서 출발 전에 경고를 내릴 수 있었다.
2022년 11월 17일 3시 40분에 하노버 방면으로 운행하던 프로판 가스 1200톤을 적재한 조차 25량이 연결된 화물 열차가 정지 신호를 받고 정차 중이었던 선행 화물열차를 추돌했다. 충돌 지점은 라이페르데 인근 고속선 기점 208.9 km였다. 후행 열차의 기관사는 부상으로 병원으로 이송되었으며, 선행 열차의 기관사는 약한 부상만 입었다. 전두부의 조차 4량이 전도되었고, 이 중 2량에서 가스 유출이 발생했으나 화재로 이어지지는 않았다. 이 구간 일대 전차선 수백미터가 손상되었다. 후행 열차의 기관차는 선행 열차의 최후방 화차를 타고 올라가서 프레임 상부 구조가 붕괴되었다. 유출된 가스가 완전히 증발하는 것을 기다리기 위해서 11월 18일 밤에 사고 정리 작업이 잠시 중단되었다. 이 과정에서 노선의 상부 구조가 손상되었음을 확인했다. 사고 원인으로는 관제소 측에서 40 km/h로 운행 중이었던 후행 화물열차를 실수로 다른 열차가 점유 중인 선로로 운행시킨 것으로 추정된다. 복구 작업은 2022년 12월 1일에 완료되었으며, 12월 11일부터 운행이 다시 시작되었다. 궤도 600 m, 전차선 1500 m가 교체되었다.

### 2013년 엘베강 유역 홍수
2013년 유럽 홍수로 인하여 6월 10일 밤에 헤머텐 엘베강 철교 운행이 중단되었다. 같은 날 밤 피슈베크 일대의 제방이 50 m 가량 붕괴했다. 붕괴 5시간여 후 쇤하우젠-쇤하우저 담 구간 약 5 km가 수일간 침수되었다. 철도 노선이 남쪽에서 오는 출의 흐름을 막는 역할을 하고 있었다.
홍수로 인한 우회 운행으로 6월 10일 이후의 열차 운행이 대부분 1~2시간 지연되었기 때문에, 6월 21일부터는 임시 시간표로 운행했다. 2013년 7월 29일부터는 여객 및 화물열차 운행이 1만여 회 조정된 시간표대로 운행되었다. 그 날부터 슈텐달-볼프스부르크 구간은 ICE 11호선이 2시간 간격으로 운행했고, 두 역에 모두 정차했다. 9월 9일부터는 레어테선의 지역간 열차 운행이 재개되었다. 이 구간의 레어테선은 고속선과 병주하지만 전철화되지는 않았다. 이외에도 베를린-하노버 구간의 인터시티 열차가 디젤 기관차 견인으로 레어테선을 이용했다.
복구 작업은 노선이 여전히 침수되어 있었던 2013년 7월 초부터 시작되었다. 7월 중순부터는 TÜV 라인란트에서 지표투과레이더를 사용한 측지와 굴착 작업을 시작했다. 2013년 8월에는 외부 감리를 통해서 노선 상태를 검증했다. 노선 복구 과정에서 전선 100 km 및 신호기 180개소를 수리했다.
2013년 9월 중순에는 11월 4일부터 홍수 이전 시간표대로 고속선 운행이 복구될 예정임이 발표되었다. 감리 결과 홍수로 인하여 철도 노반의 구조는 크게 손상되지 않았다. 2013년 10월 22일에는 시험 운행이 진행되었다. 예정대로 11월 4일부터 정규 운행이 재개되었다.
수해 복구 비용은 독일 연방정부의 재난 대비 기금에서 충당되었다.

## 참고 문헌
- Erich Preuß (1998). 《Die Schnellbahn Hannover–Berlin》. Geramond-Verlag. ISBN 3-932785-31-2.
- Jürgen Hörstel (1998). 《Hannover–Berlin. Geschichte und Bau einer Schnellbahnverbindung.》. Transpress-Verlag. ISBN 3-613-71088-9.
- Michael Bettin (1994년 1월). 《Streckenkarte der Schnellbahnverbindung Hannover - Berlin》 (PDF).
- Planungsgesellschaft Schnellbahnbau Hannover–Berlin mbH, 편집. (1995년 3월). 《Schnellbahnverbindung Hannover–Berlin. Baumaßnahmen im Land Sachsen-Anhalt》 (PDF). Hannover. 2024년 4월 25일에 확인함.